# Decisão dividida
Uma decisão dividida (DD) é um critério vencedor em vários esportes de combate de contato, como boxe, kickboxing, Muay Thai, artes marciais mistas (MMA) e outros esportes envolvendo golpes. Em uma decisão dividida, dois dos três juizes concordam que um lutador ganhou o combate, enquanto o terceiro árbitro escolhe o adversário como o vencedor.
Uma decisão dividida é diferente de uma decisão majoritária. A decisão majoritária ocorre quando dois juizes escolhem o mesmo lutador como o vencedor, e o terceiro juiz marca um empate (uniformemente para ambos os lutadores). O resultado oficial (isto é, uma vitória ou uma derrota) é o mesmo nas decisões divididas e majoritárias, mas a margem de vitória é maior na decisão majoritária. A decisão dividida é o resultado mais próximo possível para uma luta em que há um vencedor e um perdedor.
Muitas vezes, uma decisão dividida causa controvérsia devido à sua falta de unanimidade. Como resultado, especialmente nas lutas de título ou de alta importância, o vencedor pode ser encorajado ou pressionado a conceder uma revanche, na esperança de um outro combate que terá um resultado mais decisivo.